# Cratere Weber
Weber è un cratere lunare intitolato al fisico tedesco Wilhelm Eduard Weber; è situato sulla faccia nascosta del satellite. Il cratere è attaccato al bordo nord-occidentale del cratere Sarton. A nord-ovest, più distante, si trova il cratere Kramers, fortemente eroso.
La forma del cratere è pressoché circolare, e il bordo rimane ben definito, caratterizzato solo da danni marginali (dovuti a impatti susseguenti). Solamente lungo il lato nord-occidentale si trova un piccolo cratere circolare lungo il bordo. La parte di bordo in comune col cratere Sarton è lievemente irregolare, con un paio di piccolissimi crateri, provocati dall'impatto di piccoli meteoriti.
Il fondo del cratere è abbastanza liscio, presentando solo un piccolo cratere nel quadrante di sud-est. Anche le pareti interne del cratere risultano relativamente "conservate".

## Crateri correlati
Alcuni crateri minori situati in prossimità di Weber sono convenzionalmente identificati, sulle mappe lunari, attraverso una lettera associata al nome.
| Weber | Latitudine | Longitudine | Diametro |
| ----- | ---------- | ----------- | -------- |
| N     | 48,47° N   | 124,82° W   | 21,48 km |